# محمد عز الدين التازي
 محمد عز الدين التازي (من مواليد سنة 1948 بفاس) هو كاتب وروائي مغربي حاصل على الدكتوراه في الأدب الحديث، يعمل أستاذا للتعليم العالي بالمدرسة العليا للأساتذة بتطوان، عضو عدة جمعيات وهيئات ثقافية. ترجمت بعض مجاميعه القصصية القصيرة إلى الفرنسية والإنجليزية والإسبانية والألمانية والسلوفانية، وترجمت روايته «مغارات» إلى الفرنسية. اختيرت روايته «أيام الرماد» من بين أفضل 105 رواية عربية نشرت في القرن الماضي.

## سيرته
ولد سنة 1948 بفاس، تلقى تعليمه الابتدائي بالمدارس الحرة، ثم التحق بالقرويين، حيث تابع دراسته الثانوية، تابع تعليمه العالي بكلية الآداب والعلوم الإنسانية بفاس، حيث حصل على دبلوم الدراسات العليا سنة 1986، يشتغل أستاذا بالمدرسة العليا للأساتذة بتطوان.
بدأ النشر سنة 1966، وذلك بظهور قصته القصيرة «تموء كالقطط» بملحق الأنباء الثقافي، له كتابات بمجموعة من الصحف والمجلات: العلم، أنوال. الاتحاد الاشتراكي، الآداب، الطريق، الكرمل، آفاق، الثقافة الجديدة، مواقف. يتوزع إنتاجه بين الكتابة الروائية والقصصية والنقد الأدبي.
ترجمت بعض مجاميعه القصصية القصيرة إلى الفرنسية والإنجليزية والإسبانية والألمانية والسلوفانية، وترجمت روايته «مغارات» إلى الفرنسية. اختيرت روايته أيام الرماد من بين أفضل 105رواية عربية. التحق باتحاد كتاب المغرب سنة 1969.

## أسلوبه
يتسم أسلوب محمد عزالدين التازي بالعمق والتجريب، حيث يمزج بين الواقعي والمتخيل، ويستند إلى لغة شعرية مكثفة. يركز على هدم الأشكال التقليدية، مع الاعتماد على الرمزية والانفتاح على عوالم الأحلام والكوابيس. يولي أهمية كبرى للمكان، ويجعله شخصية سردية بحد ذاتها، خاصة مدينة فاس التي تحضر بقوة في نصوصه. يستخدم تقنيات حديثة كالتقطيع السينمائي وتيار الوعي، مع استحضار الذاكرة والمنولوج الداخلي. تغلب على كتاباته أجواء الحنين والحزن، إذ ينظر للمكان باعتباره فضاءً للخراب والحياة في آنٍ معًا.

## مؤلفاته

### الأعمال الروائية
- أبراج المدينة: رواية، دار آفاق عربية، بغداد، 1978.
- رجل البحر: رحيل البحر(رواية)، المؤسسة العربية للدراسات والنشر، بيروت، 1983.
- المباءة: رواية، إفريقيا الشرق، 1988.
- فوق القبور، تحت القمر: رواية، عيون، البيضاء، 1989.
- أيها الرائي: رواية، دار الأمان، الرباط، 1990. أيام الرماد، 1994، اختارها اتحاد الكتاب العرب ضمن أفضل 100 رواية عربية ظهرت حتى نهاية القرن العشرين[3]
- سيرة سامون، رواية، سليكي أخوين طنجة 2023
- مكاننا في مكان آخر، رواية، دار توبقال للنشر، 2023

- زهرة الآس، رواية، شركة النشر والتوزيع المدارس، 2024
- عيوشة، رواية، شركة النشر والتوزيع المدارس، 2024 يوم أخر، -الصادر عن دار العين بالقاهرة والحاصل على جائزة الطيب صالح للرواية لعام 2013- [4] وهج الليل

### الأعمال القصصية
- العنف في الدماغ (1971) أوصال الشجر المقطوعة، دار النشر المغربية، البيضاء، 1975.
- النداء بالأسماء، دار الآفاق الجديدة، 1981.
- يتعرى القلب، (1998) منشورات شراع.
- : منزل اليمام (1995)
- الشبابيك (1996)
- شيء من رائحته (1999)،
- شمس سوداء (2000)
- باب العين(2005)[2]

## الجوائز
- جائزة الطيب صالح للرواية لعام 2013- [4]

## وصلات خارجية
- محمد عز الدين التازي على موقع أرشيف الشارخ.